# 张昶 (元朝)
張昶（？—1367年），大都路宛平（今北京城西南）人，元末明初政治人物。

## 生平
張昶曾任元朝戶部尚書。當元朝的察罕帖木儿擊破山東红巾军後，江、淮震動。朱元璋遣使通好。
元顺帝至正二十二年（韓宋龙凤八年，1362年），元朝派遣戶部尚書張昶、郎中馬合謀、奏差張璉浮海南下到江東，招谕朱元璋，至集庆，授朱元璋為榮祿大夫、江西等處行中書省平章政事，賜以龍衣御酒。使節才剛到達，察罕帖木儿被刺殺，朱元璋遂不接受，以死囚代張昶，與馬合謀、張璉出聚寶門外殺死，以三人首發福建界首示眾，監刑官韓留亦殺死。看到張昶的才能，便把張昶留下任吴王朱元璋属下中书省都事，后任中書省參政。因熟悉历代典章制度，深得朱元璋信用，建置制度，多从其议，颇有权势。有才能。建议朱元璋设立卫所。以元朝臣子自居，但自以元臣失节，心常不乐。
元顺帝以为张昶已死，想任用其子张询。元顺帝至正二十七年（吴元年，1367年），當朱元璋允許以前招降的人北還，張昶偷偷寫私書告诉张询自己还在世，暗中托人奉表于元。张昶卧病，楊憲探病时得到該書，朱元璋令馮國勝、楊憲鞫之，得知張昶在書牘背面大寫「身在江南，心思塞北」，以其書通國事於元主，處以凌遲極刑。朱元璋對丞相李善長說：「被他侮弄我這幾年，碎其骨，投於水。」。